# De barbariska invasionerna
De barbariska invasionerna (franska: Les invasions barbares) är en kanadensisk-fransk långfilm från 2003 i regi av Denys Arcand, med Rémy Girard, Stéphane Rousseau, Marie-Josée Croze och Marina Hands i rollerna.

## Handling
Då Rémy drabbas av cancer och ligger på sin dödsbädd ställer sonen Stéphane upp och ordnar dit vänner och bekanta som invaderar hans tillvaro och förbättrar de sista dagarna med hjälp av lite okontroversiella metoder. Filmen är en dramakomedi med en speciell humor och är kontroversiell då den tar upp ämnen som sex, mutor, droger, och aktiv dödshjälp.

## Om filmen
Belönad med Oscar för bästa utländska film (2004), Cannesfestivalens pris för bästa manus och bästa kvinnliga skådespelare till Marie-Josée Croze. Vann även César-priser för bästa film och manus.

## Rollista
| Rémy Girard            | – Rémy                         |
| Stéphane Rousseau      | – Sébastien                    |
| Dorothée Berryman      | – Louise                       |
| Louise Portal          | – Diane                        |
| Dominique Michel       | – Dominique                    |
| Yves Jacques           | – Claude                       |
| Pierre Curzi           | – Pierre                       |
| Marina Hands           | – Gaëlle                       |
| Marie-Josée Croze      | – Nathalie                     |
| Mitsou Gélinas         | – Ghislaine                    |
| Micheline Lanctôt      | – Sjuksköterskan Carole        |
| Johanne-Marie Tremblay | – Syster Constance             |
| Roy Dupuis             | – Narkotikpolisen Gilles Levac |